# David Elitch
David Elitch (* 7. dubna 1984) je americký bubeník. Narodil se v kalifornském městě Sebastopol, avšak později se usadil v Los Angeles. Zde se stal členem skupiny Daughters of Mara. Koncem roku 2009 se stal členem kapely The Mars Volta, v níž nahradil Thomase Pridgena. Po roce však skupinu opustil a nahradil jej Deantoni Parks, který v ní již v minulosti působil. V roce 2014 byl spolu s Omarem Rodríguezem-Lópezem, vůdčí osobností skupiny The Mars Volta, členem skupiny Antemasque, s níž nahrál jedno album, avšak později byl nahrazen Travisem Barkerem. Během své kariéry spolupracoval s mnoha dalšími skupinami, mezi něž patří například Killer Be Killed a Big Sir. Roku 2012 vystupoval na bubenickém festivalu v pražském klubu Jazz Dock. V roce 2013 vystupoval se zpěvačkou Miley Cyrusovou v televizním pořadu Late Night with Jimmy Fallon. Rovněž se věnoval pedagogické činnosti.